# Acer neomexicanum
Acer neomexicanum é uma espécie de árvore do gênero Acer, pertencente à família Aceraceae.